# Carlo Maria Viganò
Carlo Maria Viganò (Varese, 16 de janeiro de 1941) é um diplomata e ex-prelado da Igreja Católica italiano que pertenceu ao serviço diplomático da Santa Sé. Foi excomungado pelo Papa Francisco em 4 de julho de 2024 pelo delito de cisma.
Foi arcebispo titular de Ulpiana de 1992 a 2024 e serviu como secretário-geral da província da Cidade do Vaticano de 2009 a 2011, depois como núncio apostólico nos Estados Unidos até 2016.
Carlo Maria Viganò recebeu o sacramento da ordem em 24 de março de 1968 na Diocese de Pavia. Viganò recebeu seu doutorado em ambos os direitos.
Em 1973, Carlo Maria Viganò ingressou no serviço diplomático da Santa Sé. Trabalhou nas nunciaturas apostólicas no Iraque e na Grã-Bretanha e de 1978 a 1989 na Secretaria de Estado do Vaticano. Viganò foi nomeado observador permanente do Conselho da Europa em Estrasburgo em 4 de abril de 1989.
Em 3 de abril de 1992, o Papa João Paulo II nomeou-o arcebispo titular de Ulpiana e núncio apostólico na Nigéria. O Papa João Paulo II consagrou-o bispo em 26 de abril de 1992; os co-consagradores foram o cardeal secretário de Estado Angelo Sodano e o arcebispo de Cracóvia, cardeal Franciszek Macharski. Em 4 de abril de 1998, o Papa João Paulo II o nomeou delegado para as representações papais na Secretaria de Estado da Cúria Romana. Em 16 de julho de 2009, o Papa Bento XVI o nomeou sucedendo a Renato Boccardo como secretário-geral do Governatorato da Cidade do Vaticano.
Em 19 de outubro de 2011, o Papa Bento XVI nomeou Viganò como núncio apostólico nos EUA. Isso foi precedido pela publicação de cartas vazadas (por exemplo, uma datada de 27 de março de 2011) nas quais Viganò se referia a seus esforços para combater a corrupção e o nepotismo e expressava seu desejo de continuar no cargo. Seu mandato terminou com a nomeação de seu sucessor Christophe Pierre como Núncio Apostólico nos EUA em 12 de abril de 2016.
Em novembro de 2023, em Conferência realizada pelo padre François Chazal (MCSPX) no Reino Unido, foi indicado que, depois de realizar contato com o bispo Richard Williamson, Dom Viganò aderiu ao Movimento da Resistência e recebeu a sagração episcopal sob condição das mãos do mesmo bispo.
O bispo Carlo Maria Viganò também fundou a Associação Exsurge Domine, que, em suas palavras, compromete-se em "prestar assistência, apoio e ajuda material aos clérigos, religiosos e leigos consagrados em condições económicas e logísticas particularmente difíceis; defender a Tradição imutável e incorruptível da Fé Católica; preservar e promover a Liturgia tradicional favorecer o estudo e o aprofundamento teológico e cultural do imenso património religioso, histórico e artístico do cristianismo; promover oportunidades de diálogo e de encontro entre as diversas associações, experiências e grupos que trabalham no âmbito da Tradição perene da Igreja Católica".
Em um decreto publicado pelo Dicastério para a Doutrina da Fé, datado de 5 de julho de 2024, foi-lhe sentenciado excomunhão latae sententiae por "ter desejado abandonar a comunhão com o Bispo de Roma e com a Igreja Católica"

## Excomunhão
Em 20 de junho de 2024, foi iniciado um julgamento extrajudicial pelo Dicastério para a Doutrina da Fé contra Viganò pelas críticas veementes feitas por ele ao Papa Francisco e pelo delito de cisma.
No dia 5 de julho de 2024, o Dicastério para a Doutrina da Fé lançou um documento comunicando que, após julgamento extrajudicial feito pelo mesmo Dicastério, Carlo Maria Viganò foi considerado culpado dos crimes de: "recusa de reconhecer e submeter-se ao Sumo Pontífice, da comunhão com os membros da Igreja a ele sujeitos e da legitimidade e autoridade magisterial do Concílio Ecumênico Vaticano II."